# 1. ŽNL Osječko-baranjska 2007./08.
U 1. ŽNL Osječko-baranjskoj u sezoni 2007./08. sudjelovali su klubovi s područja Osječko-baranjske županije, a liga je predstavlja 5. rang natjecanja. 
U 4. HNL je ušla NK Baranja Belje Beli Manastir, dok su u druge županijske lige ispali NK Šokadija Strizivojna, NK Petlovac, NK Sveti Đurađ i NK Vitez '92 Antunovac.

## Tablica
| Poredak | Klub                           | Utakmica | Pobjeda | Neodlučeno | Poraza | Postigli golova | Primili golova | Gol-razlika | Bodova |
| ------- | ------------------------------ | -------- | ------- | ---------- | ------ | --------------- | -------------- | ----------- | ------ |
| 1.      | NK Baranja Belje Beli Manastir | 30       | 21      | 4          | 5      | 91              | 42             | +49         | 67     |
| 2.      | NK Viljevo                     | 30       | 19      | 6          | 6      | 66              | 31             | +35         | 62     |
| 3.      | NK Mladost Satnica Đakovačka   | 30       | 16      | 4          | 10     | 71              | 39             | +32         | 52     |
| 4.      | HNK Bilje                      | 30       | 16      | 3          | 11     | 70              | 60             | +10         | 51     |
| 5.      | NK Sloga Ernestinovo           | 30       | 15      | 5          | 10     | 52              | 45             | +7          | 50     |
| 6.      | NK Vihor Jelisavac             | 30       | 13      | 8          | 9      | 56              | 37             | +19         | 47     |
| 7.      | HNK Radnički Mece              | 30       | 14      | 4          | 12     | 50              | 42             | +8          | 46     |
| 8.      | NK Jedinstvo Donji Miholjac    | 30       | 14      | 3          | 13     | 43              | 46             | -3          | 45     |
| 9.      | NK LIV Vladislavci             | 30       | 13      | 5          | 12     | 54              | 61             | -7          | 44     |
| 10.     | NK Motičina Donja Motičina     | 30       | 13      | 4          | 13     | 63              | 54             | +19         | 43     |
| 11.     | NK Hajdin AG Cret              | 30       | 13      | 3          | 14     | 69              | 69             | +0          | 42     |
| 12.     | NK Hajduk Marijanci            | 30       | 11      | 8          | 11     | 57              | 63             | -6          | 41     |
| 13.     | NK Šokadija Strizivojna        | 30       | 12      | 2          | 16     | 48              | 57             | -9          | 38     |
| 14.     | NK Petlovac                    | 30       | 7       | 4          | 19     | 45              | 92             | -47         | 25     |
| 15.     | NK Sveti Đurađ                 | 30       | 4       | 6          | 20     | 27              | 67             | -40         | 18     |
| 16.     | NK Vitez '92 Antunovac         | 30       | 3       | 4          | 23     | 24              | 81             | -57         | 13     |

## Rezultati
| NK Baranja Belje Beli Manastir - NK Jedinstvo Donji Miholjac 5:2 NK Petlovac - NK LIV Vladislavci 3:1 NK Sloga Ernestinovo - NK Viljevo 2:0 HNK Bilje - NK Mladost Satnica Đakovačka 3:1 NK Šokadija Strizivojna - HNK Radnički Mece 0:2 NK Sveti Đurađ - NK Vitez '92 Antunovac 0:0 NK Hajduk Marijanci - NK Vihor Jelisavac 3:2 NK Motičina Donja Motičina - NK Hajdin AG Cret 4:3 | NK Motičina Donja Motičina - NK Hajduk Marijanci 6:2 NK Vihor Jelisavac - NK Sveti Đurađ 2:1 NK Vitez '92 Antunovac - NK Šokadija Strizivojna 3:0 HNK Radnički Mece - HNK Bilje 1:2 NK Mladost Satnica Đakovačka - NK Sloga Ernestinovo 2:1 NK Viljevo - NK Petlovac 1:1 NK LIV Vladislavci - NK Baranja Belje Beli Manastir 3:3 NK Hajdin AG Cret - NK Jedinstvo Donji Miholjac 1:0 | NK Sveti Đurađ - NK Motičina Donja Motičina 0:2 NK Šokadija Strizivojna - NK Vihor Jelisavac 1:3 HNK Bilje - NK Vitez '92 Antunovac 1:0 NK Sloga Ernestinovo - HNK Radnički Mece 4:0 NK Petlovac - NK Mladost Satnica Đakovačka 0:4 NK Baranja Belje Beli Manastir - NK Viljevo 3:1 NK Jedinstvo Donji Miholjac - NK LIV Vladislavci 2:2 NK Hajduk Marijanci - NK Hajdin AG Cret 2:2 |
| NK Motičina Donja Motičina - NK Šokadija Strizivojna 1:0 NK Hajduk Marijanci - NK Sveti Đurađ 1:1 NK Vihor Jelisavac - HNK Bilje 2:1 NK Vitez '92 Antunovac - NK Sloga Ernestinovo 0:2 HNK Radnički Mece - NK Petlovac 1:2 NK Mladost Satnica Đakovačka - NK Baranja Belje Beli Manastir 4:1 NK Viljevo - NK Jedinstvo Donji Miholjac 1:0 NK Hajdin AG Cret - NK LIV Vladislavci 2:1 | HNK Bilje - NK Motičina Donja Motičina 2:1 NK Šokadija Strizivojna - NK Hajduk Marijanci 3:1 NK Sloga Ernestinovo - NK Vihor Jelisavac 2:1 NK Petlovac - NK Vitez '92 Antunovac 0:3 NK Baranja Belje Beli Manastir - HNK Radnički Mece 2:0 NK Jedinstvo Donji Miholjac - NK Mladost Satnica Đakovačka 0:4 NK LIV Vladislavci - NK Viljevo 0:2 NK Sveti Đurađ - NK Hajdin AG Cret 3:1 | NK Motičina Donja Motičina - NK Sloga Ernestinovo 0:0 NK Hajduk Marijanci - HNK Bilje 2:3 NK Sveti Đurađ - NK Šokadija Strizivojna 2:1 NK Vihor Jelisavac - NK Petlovac 5:1 NK Vitez '92 Antunovac - NK Baranja Belje Beli Manastir 1:3 HNK Radnički Mece - NK Jedinstvo Donji Miholjac 0:0 NK Mladost Satnica Đakovačka - NK LIV Vladislavci 2:0 NK Hajdin AG Cret - NK Viljevo 0:1 |
| NK Petlovac - NK Motičina Donja Motičina 2:6 NK Sloga Ernestinovo - NK Hajduk Marijanci 4:2 HNK Bilje - NK Sveti Đurađ 2:1 NK Baranja Belje Beli Manastir - NK Vihor Jelisavac 2:0 NK Jedinstvo Donji Miholjac - NK Vitez '92 Antunovac 1:0 NK LIV Vladislavci - HNK Radnički Mece 3:1 NK Viljevo - NK Mladost Satnica Đakovačka 5:2 NK Šokadija Strizivojna - NK Hajdin AG Cret 6:2 | NK Motičina Donja Motičina - NK Baranja Belje Beli Manastir 1:2 NK Hajduk Marijanci - NK Petlovac 3:1 NK Sveti Đurađ - NK Sloga Ernestinovo 0:0 NK Šokadija Strizivojna - HNK Bilje 3:2 NK Vihor Jelisavac - NK Jedinstvo Donji Miholjac 5:0 NK Vitez '92 Antunovac - NK LIV Vladislavci 2:2 HNK Radnički Mece - NK Viljevo 1:1 NK Hajdin AG Cret - NK Mladost Satnica Đakovačka 1:0 | NK Jedinstvo Donji Miholjac - NK Motičina Donja Motičina 3:0 NK Baranja Belje Beli Manastir - NK Hajduk Marijanci 4:3 NK Petlovac - NK Sveti Đurađ 3:0 NK Sloga Ernestinovo - NK Šokadija Strizivojna 3:0 NK LIV Vladislavci - NK Vihor Jelisavac 0:1 NK Viljevo - NK Vitez '92 Antunovac 3:0 NK Mladost Satnica Đakovačka - HNK Radnički Mece 6:1 HNK Bilje - NK Hajdin AG Cret 4:1 |
| NK Motičina Donja Motičina - NK LIV Vladislavci 7:0 NK Hajduk Marijanci - NK Jedinstvo Donji Miholjac 4:0 NK Sveti Đurađ - NK Baranja Belje Beli Manastir 0:5 NK Šokadija Strizivojna - NK Petlovac 4:0 HNK Bilje - NK Sloga Ernestinovo 3:0 NK Vihor Jelisavac - NK Viljevo 1:1 NK Vitez '92 Antunovac - NK Mladost Satnica Đakovačka 2:1 NK Hajdin AG Cret - HNK Radnički Mece 0:2 | NK Viljevo - NK Motičina Donja Motičina 5:2 NK LIV Vladislavci - NK Hajduk Marijanci 3:1 NK Jedinstvo Donji Miholjac - NK Sveti Đurađ 1:0 NK Baranja Belje Beli Manastir - NK Šokadija Strizivojna 2:0 NK Petlovac - HNK Bilje 0:4 NK Mladost Satnica Đakovačka - NK Vihor Jelisavac 3:3 HNK Radnički Mece - NK Vitez '92 Antunovac 5:0 NK Sloga Ernestinovo - NK Hajdin AG Cret 3:1 | NK Motičina Donja Motičina - NK Mladost Satnica Đakovačka 4:2 NK Hajduk Marijanci - NK Viljevo 1:4 NK Sveti Đurađ - NK LIV Vladislavci 2:2 NK Šokadija Strizivojna - NK Jedinstvo Donji Miholjac 0:1 HNK Bilje - NK Baranja Belje Beli Manastir 2:1 NK Sloga Ernestinovo - NK Petlovac 7:1 NK Vihor Jelisavac - HNK Radnički Mece 4:1 NK Hajdin AG Cret - NK Vitez '92 Antunovac 4:1 |
| HNK Radnički Mece - NK Motičina Donja Motičina 2:0 NK Mladost Satnica Đakovačka - NK Hajduk Marijanci 5:0 NK Viljevo - NK Sveti Đurađ 4:0 NK LIV Vladislavci - NK Šokadija Strizivojna 2:1 NK Jedinstvo Donji Miholjac - HNK Bilje 5:0 NK Baranja Belje Beli Manastir - NK Sloga Ernestinovo 8:2 NK Vitez '92 Antunovac - NK Vihor Jelisavac 0:0 NK Petlovac - NK Hajdin AG Cret 0:3 | NK Motičina Donja Motičina - NK Vitez '92 Antunovac 3:2 NK Hajduk Marijanci - HNK Radnički Mece 1:0 NK Sveti Đurađ - NK Mladost Satnica Đakovačka 0:2 NK Šokadija Strizivojna - NK Viljevo 1:0 HNK Bilje - NK LIV Vladislavci 3:0 NK Sloga Ernestinovo - NK Jedinstvo Donji Miholjac 4:0 NK Petlovac - NK Baranja Belje Beli Manastir 2:4 NK Hajdin AG Cret - NK Vihor Jelisavac 5:2 | NK Vihor Jelisavac - NK Motičina Donja Motičina 1:0 NK Vitez '92 Antunovac - NK Hajduk Marijanci 2:2 HNK Radnički Mece - NK Sveti Đurađ 2:0 NK Mladost Satnica Đakovačka - NK Šokadija Strizivojna 3:0 NK Viljevo - HNK Bilje 3:0 NK LIV Vladislavci - NK Sloga Ernestinovo 2:0 NK Jedinstvo Donji Miholjac - NK Petlovac 4:1 NK Baranja Belje Beli Manastir - NK Hajdin AG Cret 7:1 |
| NK Jedinstvo Donji Miholjac - NK Baranja Belje Beli Manastir 0:2 NK LIV Vladislavci - NK Petlovac 3:0 NK Viljevo - NK Sloga Ernestinovo 3:1 NK Mladost Satnica Đakovačka - HNK Bilje 1:1 HNK Radnički Mece - NK Šokadija Strizivojna 3:2 NK Vitez '92 Antunovac - NK Sveti Đurađ 0:1 NK Vihor Jelisavac - NK Hajduk Marijanci 0:0 NK Hajdin AG Cret - NK Motičina Donja Motičina 2:2 | NK Hajduk Marijanci - NK Motičina Donja Motičina 1:0 NK Sveti Đurađ - NK Vihor Jelisavac 0:1 NK Šokadija Strizivojna - NK Vitez '92 Antunovac 3:0 HNK Bilje - HNK Radnički Mece 4:0 NK Sloga Ernestinovo - NK Mladost Satnica Đakovačka 1:0 NK Petlovac - NK Viljevo 2:4 NK Baranja Belje Beli Manastir - NK LIV Vladislavci 6:2 NK Jedinstvo Donji Miholjac - NK Hajdin AG Cret 3:0 | NK Motičina Donja Motičina - NK Sveti Đurađ 5:1 NK Vihor Jelisavac - NK Šokadija Strizivojna 4:1 NK Vitez '92 Antunovac - HNK Bilje 0:2 HNK Radnički Mece - NK Sloga Ernestinovo 1:1 NK Mladost Satnica Đakovačka - NK Petlovac 5:0 NK Viljevo - NK Baranja Belje Beli Manastir 0:1 NK LIV Vladislavci - NK Jedinstvo Donji Miholjac 2:0 NK Hajdin AG Cret - NK Hajduk Marijanci 3:1 |
| NK Šokadija Strizivojna - NK Motičina Donja Motičina 2:0 NK Sveti Đurađ - NK Hajduk Marijanci 3:3 HNK Bilje - NK Vihor Jelisavac 1:0 NK Sloga Ernestinovo - NK Vitez '92 Antunovac 4:2 NK Petlovac - HNK Radnički Mece 2:4 NK Baranja Belje Beli Manastir - NK Mladost Satnica Đakovačka 0:1 NK Jedinstvo Donji Miholjac - NK Viljevo 2:0 NK LIV Vladislavci - NK Hajdin AG Cret 1:0 | NK Motičina Donja Motičina - HNK Bilje 3:2 NK Hajduk Marijanci - NK Šokadija Strizivojna 1:1 NK Vihor Jelisavac - NK Sloga Ernestinovo 4:0 NK Vitez '92 Antunovac - NK Petlovac 1:3 HNK Radnički Mece - NK Baranja Belje Beli Manastir 1:2 NK Mladost Satnica Đakovačka - NK Jedinstvo Donji Miholjac 1:0 NK Viljevo - NK LIV Vladislavci 2:0 NK Hajdin AG Cret - NK Sveti Đurađ 0:2 | NK Sloga Ernestinovo - NK Motičina Donja Motičina 3:2 HNK Bilje - NK Hajduk Marijanci 2:3 NK Šokadija Strizivojna - NK Sveti Đurađ 4:1 NK Petlovac - NK Vihor Jelisavac 2:0 NK Baranja Belje Beli Manastir - NK Vitez '92 Antunovac 2:0 NK Jedinstvo Donji Miholjac - HNK Radnički Mece 0:1 NK LIV Vladislavci - NK Mladost Satnica Đakovačka 3:1 NK Viljevo - NK Hajdin AG Cret 4:2 |
| NK Motičina Donja Motičina - NK Petlovac 2:6 NK Hajduk Marijanci - NK Sloga Ernestinovo 1:1 NK Sveti Đurađ - HNK Bilje 3:5 NK Vihor Jelisavac - NK Baranja Belje Beli Manastir 1:4 NK Vitez '92 Antunovac - NK Jedinstvo Donji Miholjac 1:2 HNK Radnički Mece - NK LIV Vladislavci 4:0 NK Mladost Satnica Đakovačka - NK Viljevo 1:0 NK Hajdin AG Cret - NK Šokadija Strizivojna 6:1 | NK Baranja Belje Beli Manastir - NK Motičina Donja Motičina 1:1 NK Petlovac - NK Hajduk Marijanci 2:5 NK Sloga Ernestinovo - NK Sveti Đurađ 1:0 HNK Bilje - NK Šokadija Strizivojna 5:0 NK Jedinstvo Donji Miholjac - NK Vihor Jelisavac 2:1 NK LIV Vladislavci - NK Vitez '92 Antunovac 2:0 NK Viljevo - HNK Radnički Mece 2:0 NK Mladost Satnica Đakovačka - NK Hajdin AG Cret 1:1 | NK Motičina Donja Motičina - NK Jedinstvo Donji Miholjac 2:1 NK Hajduk Marijanci - NK Baranja Belje Beli Manastir 1:1 NK Sveti Đurađ - NK Petlovac 1:2 NK Šokadija Strizivojna - NK Sloga Ernestinovo 3:1 NK Vihor Jelisavac - NK LIV Vladislavci 1:1 NK Vitez '92 Antunovac - NK Viljevo 0:4 HNK Radnički Mece - NK Mladost Satnica Đakovačka 2:0 NK Hajdin AG Cret - HNK Bilje 4:1 |
| NK LIV Vladislavci - NK Motičina Donja Motičina 2:0 NK Jedinstvo Donji Miholjac - NK Hajduk Marijanci 1:2 NK Baranja Belje Beli Manastir - NK Sveti Đurađ 5:2 NK Petlovac - NK Šokadija Strizivojna 1:1 NK Sloga Ernestinovo - HNK Bilje 2:0 NK Viljevo - NK Vihor Jelisavac 2:1 NK Mladost Satnica Đakovačka - NK Vitez '92 Antunovac 7:1 HNK Radnički Mece - NK Hajdin AG Cret 3:0 | NK Motičina Donja Motičina - NK Viljevo 2:3 NK Hajduk Marijanci - NK LIV Vladislavci 3:1 NK Sveti Đurađ - NK Jedinstvo Donji Miholjac 0:1 NK Šokadija Strizivojna - NK Baranja Belje Beli Manastir 2:1 HNK Bilje - NK Petlovac 2:2 NK Vihor Jelisavac - NK Mladost Satnica Đakovačka 1:1 NK Vitez '92 Antunovac - HNK Radnički Mece 0:7 NK Hajdin AG Cret - NK Sloga Ernestinovo 4:0 | NK Mladost Satnica Đakovačka - NK Motičina Donja Motičina 3:0 NK Viljevo - NK Hajduk Marijanci 4:0 NK LIV Vladislavci - NK Sveti Đurađ 5:2 NK Jedinstvo Donji Miholjac - NK Šokadija Strizivojna 2:0 NK Baranja Belje Beli Manastir - HNK Bilje 6:1 NK Petlovac - NK Sloga Ernestinovo 0:1 HNK Radnički Mece - NK Vihor Jelisavac 0:0 NK Vitez '92 Antunovac - NK Hajdin AG Cret 1:5 |
| NK Motičina Donja Motičina - HNK Radnički Mece 2:0 NK Hajduk Marijanci - NK Mladost Satnica Đakovačka 4:1 NK Sveti Đurađ - NK Viljevo 0:0 NK Šokadija Strizivojna - NK LIV Vladislavci 4:2 HNK Bilje - NK Jedinstvo Donji Miholjac 2:3 NK Sloga Ernestinovo - NK Baranja Belje Beli Manastir 1:1 NK Vihor Jelisavac - NK Vitez '92 Antunovac 4:1 NK Hajdin AG Cret - NK Petlovac 7:1 | NK Vitez '92 Antunovac - NK Motičina Donja Motičina : HNK Radnički Mece - NK Hajduk Marijanci : NK Mladost Satnica Đakovačka - NK Sveti Đurađ : NK Viljevo - NK Šokadija Strizivojna : NK LIV Vladislavci - HNK Bilje : NK Jedinstvo Donji Miholjac - NK Sloga Ernestinovo : NK Baranja Belje Beli Manastir - NK Petlovac : NK Vihor Jelisavac - NK Hajdin AG Cret :                 | NK Motičina Donja Motičina - NK Vihor Jelisavac : NK Hajduk Marijanci - NK Vitez '92 Antunovac : NK Sveti Đurađ - HNK Radnički Mece : NK Šokadija Strizivojna - NK Mladost Satnica Đakovačka : HNK Bilje - NK Viljevo : NK Sloga Ernestinovo - NK LIV Vladislavci : NK Petlovac - NK Jedinstvo Donji Miholjac : NK Hajdin AG Cret - NK Baranja Belje Beli Manastir :                 |